# Peter Lambert
Peter Lambert (ur. 3 grudnia 1986 r. Johannesburgu) – brytyjski wioślarz, srebrny i brązowy medalista mistrzostw świata, trzykrotny medalista mistrzostw Europy. Do 2012 roku reprezentował Południową Afrykę, gdzie się urodził.

## Igrzyska olimpijskie
Na igrzyskach zadebiutował w 2016 roku w Rio de Janeiro. Wystąpił w czwórce podwójnej. W osadzie znaleźli się również Jack Beaumont, Sam Townsend i Angus Groom. W eliminacjach zajęli czwarte miejsce, co pozwoliło popłynąć w repasażach. Tam jednak zajmując drugie miejsce, awansowali do finału, gdzie dopłynęli do mety na piątej pozycji ze stratą 6,27 sekundy do zwycięzców.